# Observación sinóptica
Se denomina observación sinóptica al conjunto de medidas de diferentes variables meteorológicas que se realizan a nivel de superficie a determinadas horas, y cuyos fines son contribuir a la elaboración de la predicción meteorológica de la zona y la climatología del lugar donde se realizan.
Las horas a las que se realizan son las 00, 03, 06, 09 12, 15, 18 y 21 horas UTC
Las variables que se miden en cada observación son:
- Cantidad, altura y tipo de nubes
- Visibilidad
- Dirección y velocidad media del viento en los últimos 10 minutos
- Tiempo presente y pasado
- Temperatura y humedad
- Presión atmosférica a nivel de la estación y a nivel del mar

Además, en determinadas observaciones, y según la región en la que se encuentre el observatorio meteorológico, se miden las siguientes variables:
- Temperatura máxima
- Temperatura mínima
- Temperatura mínima junto al suelo
- Temperaturas del subsuelo
- Horas de Sol
- Cantidad de precipitación
- Evaporación

Una vez tomadas las medidas se cifran según la clave synop y se trasmiten a la entidad encargada de realizar la predicción.

## Realización
Las variables anteriores se miden siguiendo un orden, las primeras son aquellas que pueden cambiar más en el tiempo. Así, se comienza por el viento, se pasa a observar las nubes y la visibilidad, a continuación en la garita meteorológica se mide la temperatura, humedad y evaporación, después la precipitación, se anota el tiempo presente y el pasado y por último se mide la presión atmosférica.

## Cómo se observa
Para medir el viento se utiliza un anemocinemógrafo. Se estudian las gráficas de velocidad y dirección del viento que este aparato proporciona y se halla la media de ambas magnitudes en los últimos diez minutos.
En la observación de nubes se sigue el siguiente procedimiento:
1.- Se hace una estima del total de nubes que cubren el cielo. Para ello, se divide este en ocho partes iguales, y se calcula cuántos octantes ocuparían las nubes si se agruparan. La sola presencia de una nube, por pequeña que sea, se debe anotar como la ocupación de una parte. Un cielo cubierto será aquel que esté completamente ocupado de nubes.
2.- A continuación se realiza la misma operación, pero distinguiendo entre los distintos tipos de nubes según su altura. Es decir, se estima la cantidad de nubes bajas, medias y altas existentes.
3.- Se anota la altura de la base de las nubes más bajas. Esta longitud se refiere a la distancia desde el lugar de observación hasta la parte más baja (base) de la nube más baja.
La medida de la visibilidad también se hace a estima, y es la distancia desde el lugar de observación hasta el lugar más lejano donde se divisa con claridad un objeto oscuro sobre fondo claro, caso de realizarse la observación de día. Se toma nota de la visibilidad en las direcciones NE, SE, SO y NO.
Las medidas de los diferentes tipos de temperatura tienen distintas formas de realizarse, teniendo como denominador común el de hacerlo de la manera más rápida posible para no interferir en el valor que se toma.
La evaporación se puede medir de distintas maneras, siendo la más usual hacerlo usando un evaporímetro Piché, colocado en la garita meteorológica.
La insolación se halla gracias al heliógrafo.
Para obtener la cantidad de precipitación se utiliza el pluviómetro. Otros datos relacionados con la precipitación, como en qué periodo de 10 minutos ha precipitado con mayor intensidad, se hallan gracias al pluviógrafo. También hay que anotar el tipo de precipitación acaecido (llovizna, lluvia, chubasco, granizo, nieve, con o sin tormenta...)
Por último, la presión atmosférica se mide utilizando un barómetro. Normalmente se usan barómetros de mercurio de escala compensada, en los cuales la presión atmosférica se halla midiendo la altura de una columna de mercurio. Unido al barómetro existe un termómetro que se debe medir, para después corregir los efectos de dilatación sobre el mercurio según la temperatura a la que se encuentre. Con el barógrafo obtenemos la evolución de la presión atmosférica en las últimas tres horas.
- Datos: Q6048159